# 佐々並川ダム
佐々並川ダム（ささなみがわダム）は、山口県萩市、阿武川水系佐々並川に建設されたダム。高さ67.4メートルのアーチ式コンクリートダムの発電用ダムである。佐々並川発電所に送水し、最大1万4,200キロワットの電力を発生する。ダム湖（人造湖）の名は佐々並湖（ささなみこ）という。

## 歴史
昭和30年代初め、阿武川水系佐々並川において、ダムによる水力発電所の建設が計画された。長門（ちょうもん）峡と呼ばれる深いV字谷を成し、かつ強固な地盤を持つことから、型式としてはアーチ式コンクリートダムが最適と判断された。設計にあたってはモンロー計算機を用い、最適なドーム型アーチ形状を追究。電力技術研究所の助言を仰ぎつつ、模型を製作して安全性についての確認を行った。
建設工事は1958年（昭和33年）に着工、1959年（昭和34年）5月に完成した。堤高67.4メートルに対し、厚みは最も厚い基礎部分でも8.8メートルしかない。この薄さが工事関係者へ良い意味での緊張感をもたらし、施工管理に万全を期するよう促すものとなった。模型による実験の結果によると、この諸元でも安全率を大きく確保できていることが判明し、さらに薄く造れる余地が残されていたという。

## 周辺
山口県萩市中心市街地から山口県道67号萩川上線を阿武川上流に向かって進み、阿武川ダムを経て佐々並川沿いの険しい道を進むと佐々並川ダムに至る。ダムを真正面から、あるいは高所から見下ろすことはできるが、堤頂への一般の立ち入りは制限されている。洪水時の放流は堤頂中央部分からの越流、自由落下による。
佐々並川ダムに貯えた水は、左岸の水路を通じて佐々並川発電所まで送水される。発電所は阿武川ダムの下流に位置し、発電に使用した水は阿武川に放流している。